# Homotherus smileyi
Homotherus smileyi är en stekelart som beskrevs av Heinrich 1968. Homotherus smileyi ingår i släktet Homotherus och familjen brokparasitsteklar. Inga underarter finns listade i Catalogue of Life.